# 安奈ゆかり
安奈 ゆかり（あんな  ゆかり、1976年8月29日 - ）は、日本の舞台女優、声優。静岡県出身。所属劇団：劇団NLT。 父は歌手兼作曲家の佐伯一郎。

## 出演作品

### 舞台
【劇団NLT公演】
- 明日は天気（2001年、銀座みゆき館劇場）
- 法王庁の避妊法（2002年、内幸町ホール）
- 宴会泥棒（2004年、博品館劇場）
- Daughters ドーターズ（2006年、銀座みゆき館劇場）
- 宴会泥棒（2007年、博品館劇場）
- 佐賀のがばいばあちゃん（2007年、俳優座劇場）
- ホテルZOO（2008年、銀座みゆき館劇場）
- OH!マイパパ（2009年、シアターグリーン）
- 三億ぽっちでどうなるもんかよ（2009年、銀座みゆき館劇場）
- ダルマーさんに会いたい（2010年、銀座みゆき館劇場）
- 姑は推理作家（2011年、三越劇場）
- 検察官（2011年、博品館劇場）
- 幸せの値段〜RU Happy?〜（2012年、俳優座劇場）
- 宴会泥棒～残りの人生もあなたと～（2012年、亀戸カメリアホール）
- 喜劇「花はらんまん」（2013年、三越劇場）
- 喜劇「十字花」（2013年、銀座みゆき館劇場）
- 舞台は夢（2014年、シアターグリーン）
- 法廷外裁判（2014年、御園座劇場）
- 月の小鳥たち（2015年、シアターグリーン）
- ペンキ塗りたて‐残された肖像画-（2016年、シアターグリーン）
- アパイピシピデペルプ(2016年、シアターグリーン）
- 劇場～汝の名は女優～（2016年、シアターグリーン）
- 嫁も姑も皆幽霊（2017年、三越劇場）
- やっとことっちゃうんとこな（2018年、俳優座劇場）
- マグノリアの花たち（2019年、シアターグリーン）
- 喜劇 二階の女（2023年、博品館劇場）[3]

【NLT以外　公演】
- 女殺油地獄（2000年、日本工学院アトリエ）
- 漂鳥の儚（2001年、東京芸術劇場小ホール）
- オウムとにわとり（2002年、内幸町ホール）
- フツーの生活（2003年、紀伊國屋ホール）
- 新・近松心中物語（2004年、蜷川幸雄演出、日生劇場/御園座劇場/博多座劇場）
- 孤愁の岸（2004年、西川信廣演出、御園座劇場）
- タンゴ・冬の終わりに（2006年、蜷川幸雄演出、Bunkamuraシアターコクーン）
- 音楽劇 或る晴れた日に・・一九四六年三月二十一日　三浦環コンサート（2009年、武藤圭生演出、北とぴあ）
- ミュージカル　三銃士（2011年、田尾下哲演出、日生劇場）

　　※日生劇場ファミリーフェスティバル2011
- 彼の名はオセロー（2011年、光州文化芸術館）

　　※韓国光州国際演劇フェスティバル招待公演・日中韓合同公演
- コメディ「審査員」（2012年、池田政之演出、銀座みゆき館劇場）
- だいこん（2014年、金子良次演出、中日劇場）
- 一人芝居をみんなで～それじゃあ一人芝居じゃないじゃん～（2014年、新宿シアターブラッツ）
- 水森かおり/山川豊 特別公演人形町物語～兄と妹の人情奮闘記～（2015年、池田政之演出、明治座劇場）
- 仮縫（2018年、西川信廣演出、明治座劇場）
- 川中美幸特別公演「深川浪速物語～浪花女の江戸前奮闘記～」（2019年、池田政之演出、明治座劇場）
- 水森かおり特別公演「東京そば屋人情物語 にぃねえちゃん！」（2019年、池田政之演出、御園座劇場）
- 川中美幸特別公演「フジヤマ「夢の湯」物語」（2020年、池田政之演出、明治座劇場）
- 恋、燃ゆる。～秋元松代作『おさんの恋』より～(2020年、石丸さち子演出、明治座劇場）

### テレビドラマ
- ルビコンの決断（2009年、テレビ東京）
- さくら心中（2011年、東海テレビ/共同テレビ）
- 幸せになろうよ（2011年、フジテレビ）
- ちゃんぽん食べたか（2015年、NHK）
- 5→9～私に恋したお坊さん～（2015年、フジテレビ)
- 営業部長　吉良奈津子(2016年、フジテレビ）
- 相棒 season 16 元日スペシャル（2018年、テレビ朝日）
- 孤独のグルメ Season7 第2話（2018年4月14日、テレビ東京） - 女性客 役

### 吹き替え
- ブリジット・ジョーンズの日記（2001年、映画）
- メン・イン・ブラック2（2002年、映画）-MIB本部アナウンス
- トリプルX（2002年、映画）
- 奇跡の夏（2002年、映画）
- ロード・オブ・ザ・リング（2002年、映画）
- 私はケイトリン（2002年、海外ドラマ、NHK教育）
- 騎馬警官（テレビドラマ）（2002年、NHK BS2）
- ロスト・ワールド -ジュラシック・パーク2-（2002年、映画、NHK BS2）
- チャームド〜魔女3姉妹〜　シーズン２・３(2014年、海外ドラマ、NHK BS2）
- レリック・ハンター2（2002年、映画、NHK BS2）
- ターミネーター3（2003年、映画）
- 狐会談（2003年、映画）
- トゥー・ブラザーズ（2004年、映画）
- アラハン（2004年、映画）
- ホワイトチックス（2004年、映画）
- レイジングヘレン（2004年、映画）
- 第一容疑者（2005年、映画、NHK BS2）
- マルチュク青春通り（2005年、映画）
- 甘い人生（2005年、映画）
- アレキサンダー（2005年、映画）
- クッキ（2006年、海外ドラマ、NHK BS2）
- アルマゲドン2008（2008年、映画）
- アルマゲドン2011（2011年、映画）-レナ役
- ER緊急救命室
  - シーズン13 #9（2008年、海外ドラマ）-マロリー役
  - シーズン15 #9（2008年、海外ドラマ）-デビー約
- 名探偵モンク シーズン5,6（2008年/2009年、海外ドラマ、NHK BS2）
- 007 ネバーセイ ネバーアゲイン（2010年、映画）
- ミス・マープル5 チムニーズ館の秘密（2010年、海外ドラマ）
- 名探偵ポワロ 死との約束（2010年、海外ドラマ、NHK BSﾌﾟﾚﾐｱﾑ）-キャロル役
- 赤と黒（2011年、海外ドラマ、NHK BSﾌﾟﾚﾐｱﾑ）
- リゾーリ&アイルズ ヒロインたちの捜査線（2012年、海外ドラマ）-バーテンダー
- 名探偵ポワロ 複数の時計（2012年、海外ドラマ、NHK BSﾌﾟﾚﾐｱﾑ）
- 秘密のラジオ・ガール（2012年、映画、ﾃﾞｨｽﾞﾆｰﾁｬﾝﾈﾙ）
- ハリーズ・ロー 裏通り法律事務所 シーズン２（2012年、海外ドラマ、WOWOW）
- デスパレートな妻たち８（2013年、海外ドラマ、NHK BSﾌﾟﾚﾐｱﾑ）-マリリン役　※準レギュラー
- 魔術師マーリンの冒険（完全版）（2013年、映画）-ヴィヴィアン役
- 40歳からの家族ケーカク（2013年、映画）
- アドベンチャーオブクリスマス　冬の魔女とサンタのプレゼント工場(2013年、映画）
- スモール・アパートメント　ワケアリ物件の隣人たち（2013年、映画）
- スーパーナチュラル ８(2014年、海外ドラマ）
- エクスタント シーズン１,２（2015-16年、海外ドラマ、WOWOW ）-ジーナ役　※準レギュラー
- スティンガー（2016年、映画）
- Travelers（2016年、映画、NETFLEX）
- タイムラヴァーズ 時空を繋ぐ指輪の物語（2016年、映画）-クララ役
- アイボリーゲーム（2016年、映画、NETFLEX）-ウィニーキイル他
- 刑事フォイル　戦争の犠牲者（2016年、海外ドラマ）
- クーパー家の晩餐会(2016年、映画）-アンジー役
- Versailles（2015年、海外ドラマ）-ベアトリス役　※レギュラー
- 砂上の法廷（2016年、映画）-ロレッタ・ラシター役

### 広告
- NTT docomo【ｄキッズ】「はじめてのラブレター」（2015年、WEB等）
- クレハ【NEWクレラップ】「快感！クレハカット」篇（2018年、TVCM）